# Joshua Waitzkin
Joshua Waitzkin (* 4. Dezember 1976 in New York City) ist ein US-amerikanischer Schachspieler und Taijiquan-Sportler. Er galt zeitweise als größtes Schachtalent der USA seit Bobby Fischer.

## Leben
Im Alter von 6 Jahren entdeckte er seine Leidenschaft für das Schach. Seine ersten Lehrmeister waren Spieler in einem Park von New York, später wurde er von dem bekannten Schachtrainer Bruce Pandolfini betreut. Als 11-Jähriger erzielte er bei einer Simultanveranstaltung gegen den damaligen Weltmeister Garri Kasparow ein Remis. Er gewann mehrere Landesmeistertitel für seine jeweilige Altersklasse in Serie und war im Alter von 16 Jahren bereits Internationaler Meister. Sein Vater, der Sportjournalist Fred Waitzkin, schrieb 1988 ein Buch über ihn, das ein Bestseller wurde. 1993 wurde es von Paramount Pictures verfilmt. Der Originaltitel des Buches und des Films ist Searching for Bobby Fischer, im Deutschen heißt der Film Das Königsspiel – Ein Meister wird geboren. Bei der Juniorenweltmeisterschaft 1994 belegte er den vierten Platz.
Waitzkin ist auch bekannt durch seine Schachlektionen in Schachprogrammen der Chessmaster-Serie und verfasste ein Buch Josh Waitzkin's Attacking Chess (1995, ISBN 0-684-80250-3).
Er hat sich seit einiger Zeit aus dem professionellen Schach zurückgezogen, sodass ihm der Großmeistertitel verwehrt blieb. Seine Elo-Zahl ist seit Januar 2000 unverändert und beträgt 2464, seine höchste Elo-Zahl von 2480 erreichte er im Juli 1998. Stattdessen praktizierte er die Kampfsportart Taijiquan und ist darin noch erfolgreicher als im Schach geworden. Neben acht Landesmeistertiteln gewann er auch die Weltmeisterschaft im Mittelgewicht.
2007 veröffentlichte er das Buch The Art of Learning ISBN 0-7432-7745-7, in dem er seine Erfahrungen aus Schach und Kampfsport beschreibt.

## Partiebeispiel
|   | a | b | c | d | e | f | g | h |   |
| 8 |   |   |   |   |   |   |   |   | 8 |
| 7 |   |   |   |   |   |   |   |   | 7 |
| 6 |   |   |   |   |   |   |   |   | 6 |
| 5 |   |   |   |   |   |   |   |   | 5 |
| 4 |   |   |   |   |   |   |   |   | 4 |
| 3 |   |   |   |   |   |   |   |   | 3 |
| 2 |   |   |   |   |   |   |   |   | 2 |
| 1 |   |   |   |   |   |   |   |   | 1 |
|   | a | b | c | d | e | f | g | h |   |

In der folgenden Partie erzielte der 11-jährige Waitzkin mit den schwarzen Steinen 1988 in New York ein Remis gegen den Weltmeister Kasparow.
Kasparow–Waitzkin ½:½
New York, 1988
Benoni-Verteidigung, A67
1. d4 Sf6 2. c4 c5 3. d5 e6 4. Sc3 exd5 5. cxd5 d6 6. e4 g6 7. f4 Lg7 8. Lb5+ Sfd7 9. a4 0–0 10. Sf3 Sa6 11. 0–0 Sc7 12. Ld3 a6 13. f5 Se5 14. Sxe5 Lxe5 15. Dg4 Te8 16. Lh6 Kh8 17. Tf3 Tg8 18. Lf4 gxf5 19. Lxe5+ dxe5 20. Dh5 Dg5 21. Dxg5 Txg5 22. exf5 b6 23. Le4 Tb8 24. Taf1 Se8 25. Ld3 Sf6 26. Se4 Sxe4 27. Lxe4 f6 28. Tc1 Ld7 ½:½